# بوب كويك (كرة سلة)
بوب كويك (بالإنجليزية: Bob Quick)‏ مواليد 5 مارس 1946 في مسيسيبي، هو لاعب كرة سلة أمريكي سابق. بدأ مسيرته الاحترافية في سنة 1968. تم اختياره من قبل فريق واشنطن ويزاردز خلال الدرافت. يبلغ طوله 6 قدم 5 بوصة (2.0 م). اعتزل اللعب في 1972. لعب مع واشنطن ويزاردز وديترويت بيستونز.

## روابط خارجية
- بوب كويك على موقع إن بي أي (الإنجليزية)
- بوب كويك على موقع سبورتس رفرنس (الإنجليزية)
- بوب كويك على موقع كلية كرة السلة في سبورتس رفرنس.كوم (الإنجليزية)
- بوب كويك على موقع ريلجم (الإنجليزية)
- بوب كويك على موقع بروبوليرز (الإنجليزية)